# 土橋大記
土橋 大記（つちはし もとき、1971年7月20日 - ）は、NHKのシニアアナウンサー。

## 人物
北海道生まれの、兵庫県、東京都育ち、東京都立富士高等学校を経て、筑波大学生物資源学類（農業経済）を卒業後、1995年に入局。

## 現在の担当番組
- 沖縄県のニュース・中継・リポート
- ニュース845沖縄（不定期）
- おきなわHOTeye（リポーター、キャスター代行等）
- 沖縄熱中倶楽部（不定期）
- 緊急報道（沖縄局発）

## 過去の担当番組
山形放送局時代（1度目）
- 山形県のニュース
- イブニングネットワークやまがた（中継担当）

仙台放送局時代
- 宮城県、東北地方のニュース
- ウィークエンド東北（2000年4月 - 2002年3月）
- ひるどき日本列島（2001年7月9日 - 7月13日）

東京アナウンス室時代
- 生活ほっとモーニング（リポーター：2003年4月 - 2006年3月）
- ラジオニュース（不定期）
- 土曜ジャーナル（司会）

沖縄放送局時代（1度目）
- ハイサイ!ニュース610（キャスター）
- 沖縄県のニュース
- 沖縄熱中倶楽部（司会）

山形放送局時代
- 山形県のニュース
- アナウンス統括
- ニュースやまがた6時（キャスター代行、編集責任者等）
- ひるブラ『カワイイ&カラフル海から来た京風〜山形県酒田市〜』（2013年10月9日）

沖縄放送局時代（2度目）
- 2020年7月の令和2年7月豪雨、熊本放送局に応援で派遣され、災害情報を中心にローカルニュースを担当した。
- 沖縄熱中倶楽部（司会）
- 沖縄全戦没者追悼式（実況）
- おきなわHOTeye（編集責任者、キャスター代行等）
- 沖縄県のニュース

宮崎放送局時代
- てげビビ!（編集責任者）
  - 道上美璃異動に伴う代理キャスター（2024年3月28日）
- 放送部副部長→アナウンスグループ統括
- 宮崎県のニュース
- ニュース845宮崎（不定期）
- 緊急報道（宮崎局発）